# Triportheus elongatus
Triportheus elongatus és una espècie de peix de la família dels caràcids i de l'ordre dels caraciformes.

## Morfologia
- Els mascles poden assolir 24,2 cm de llargària total.[4]

## Hàbitat
Viu en zones de clima tropical.

## Distribució geogràfica
Es troba a l'illa de Trinitat i a les conques dels rius Amazones, Orinoco i Essequibo.